# Parafia Wszystkich Świętych w Głuszynie
Parafia Wszystkich Świętych – rzymskokatolicka parafia w Głuszynie, należąca do dekanatu Namysłów wschód w archidiecezji wrocławskiej.

## Historia parafii
Parafia została erygowana w 1917 roku. Obsługiwana jest przez księży archidiecezjalnych. 

## Proboszczowie
- ks. kan. Eryk Hober (?–2009)[1] przeszedł na emeryturę.
- ks. Jacek Piotrowski (2009–2020[1]
- ks. Grzegorz Tabaka (administrator 2020-2021)[2] (proboszcz 2021-)[2]

## Liczebność i zasięg parafii
Parafię zamieszkuje 882 mieszkańców, swym zasięgiem duszpasterskim obejmuje miejscowości:
- Głuszyna,
- Brzezinka.

## Parafialne księgi metrykalne
| Księgi metrykalne | Okres ewidencji |
| ----------------- | --------------- |
| chrztów           | 1766–           |
| ślubów            | 1722–           |
| zgonów            | 1766–           |

## Wspólnoty parafialne
- Żywy Różaniec,
- Schola,
- Lektorzy,
- Ministranci[2].